# Santa Lucía, San Juan
Santa Lucía är en kommunhuvudort i Argentina.   Den ligger i provinsen San Juan, i den centrala delen av landet, 1 000 km väster om huvudstaden Buenos Aires. Santa Lucía ligger 620 meter över havet och antalet invånare är 43 565.
Terrängen runt Santa Lucía är platt, och sluttar brant österut. Runt Santa Lucía är det tätbefolkat, med 319 invånare per kvadratkilometer.. Närmaste större samhälle är San Juan, 3,9 km väster om Santa Lucía.
Runt Santa Lucía är det i huvudsak tätbebyggt.